# Fotowoltaika

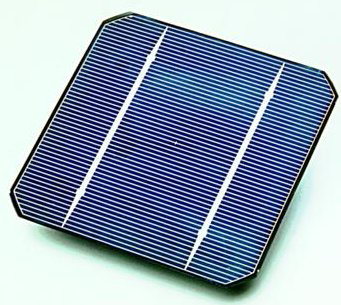
Ogniwo fotowoltaiczne

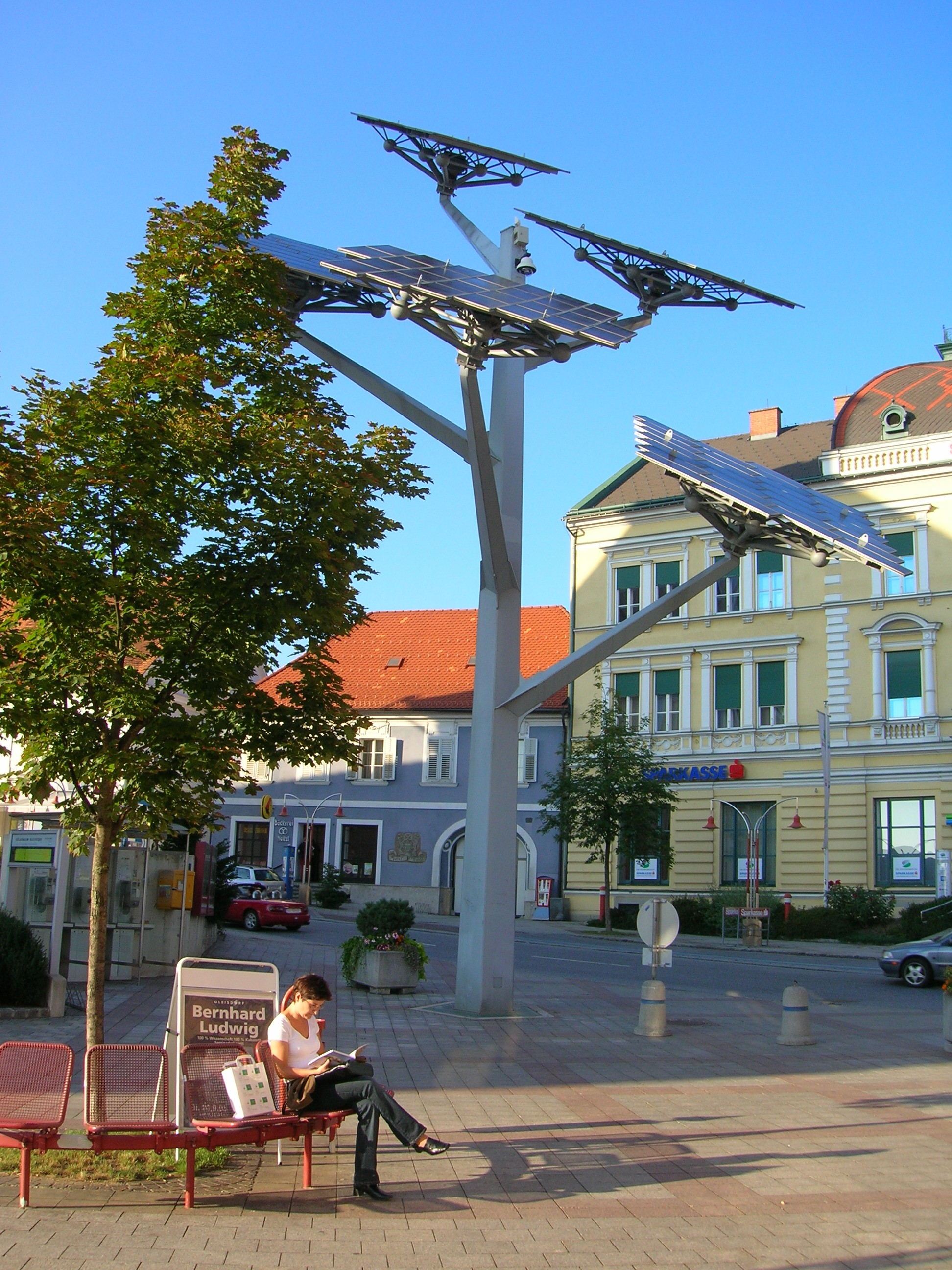
Fotowoltaiczne ‘drzewo’ w Styrii, Austria

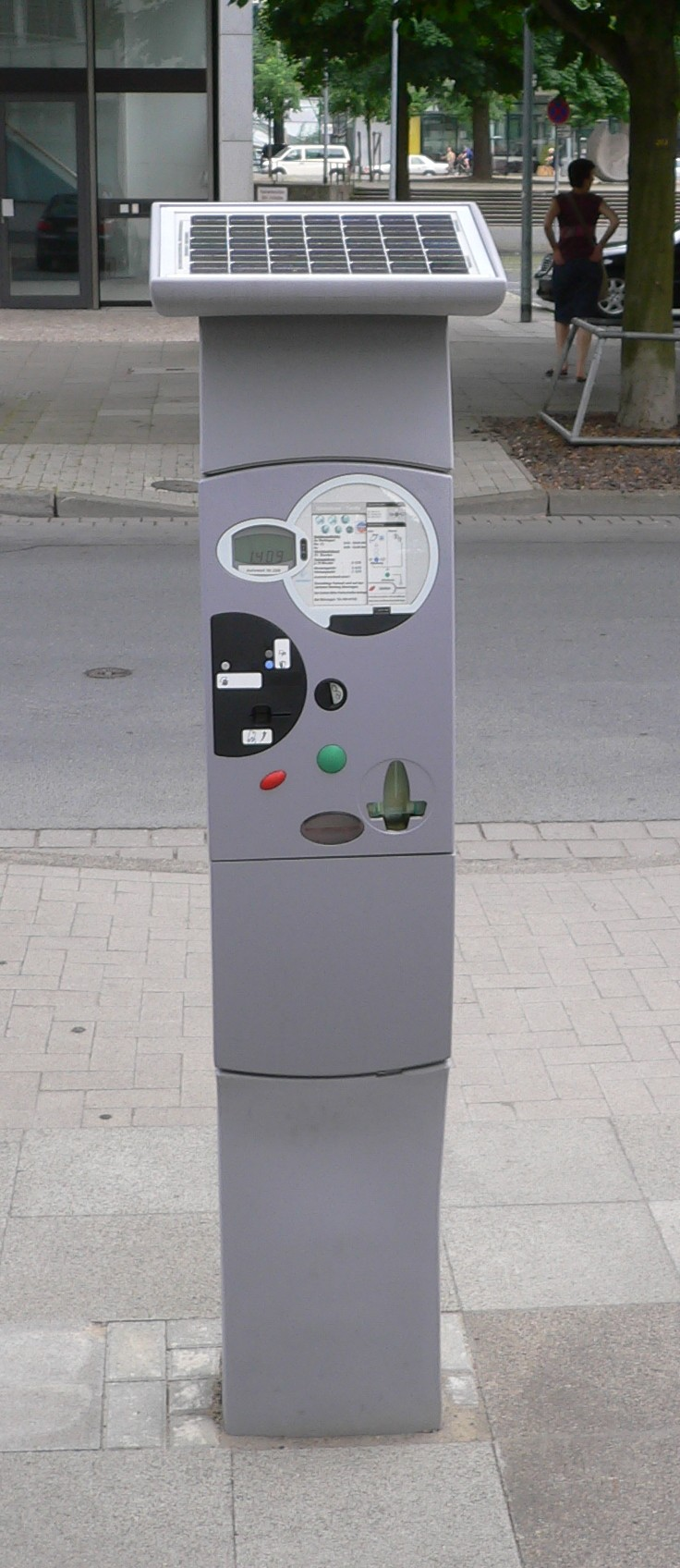
Parkomat na fotoogniwa

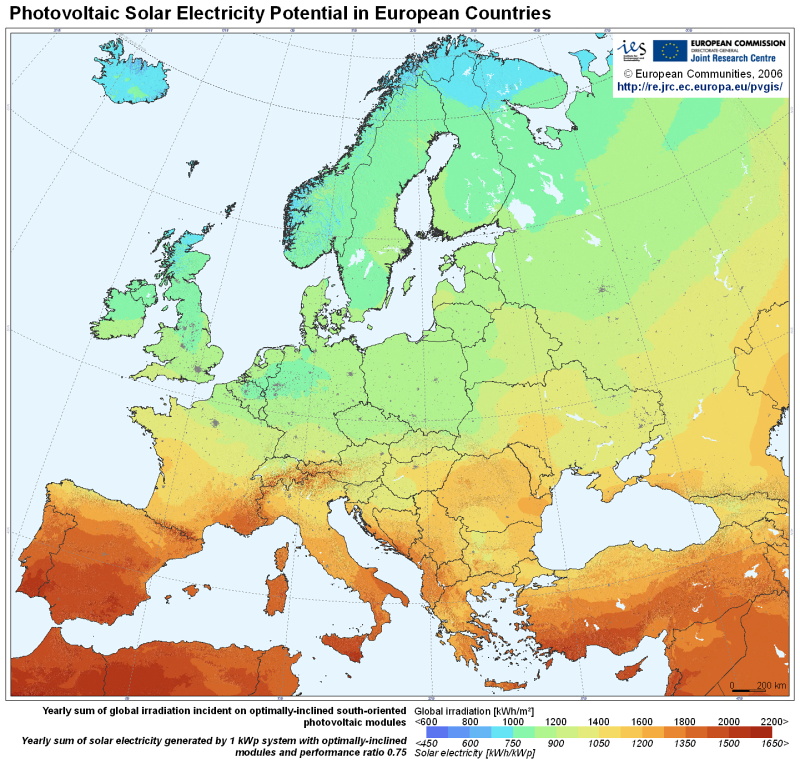
Nasłonecznienie w Europie

Fotowoltaika (PV) – dziedzina nauki i techniki zajmująca się przetwarzaniem światła słonecznego na energię elektryczną, czyli inaczej wytwarzanie prądu elektrycznego z promieniowania słonecznego przy wykorzystaniu zjawiska fotowoltaicznego.
Fotowoltaika znajduje obecnie zastosowanie, mimo stosunkowo wysokich kosztów (choć te maleją, a w opracowaniu są tańsze technologie np.: oparte na perowskitach) w porównaniu ze źródłami konwencjonalnymi, z dwóch głównych powodów: ekologicznych (tam, gdzie ekologia ma większe znaczenie niż ekonomia), oraz praktycznych (promieniowanie słoneczne jest praktycznie wszędzie dostępne).
Głównym surowcem do produkcji ogniw fotowoltaicznych jest wafel krzemowy, lecz nie amorficzny, ale krystaliczny. Panele cienkowarstwowe (CIGS) powstają przez napylenie cienkiej warstwy miedzi, indu, galu, selenu na powierzchnię szkła lub plastiku i dodaniu elektrod. Pojedyncze ogniwo jest w stanie wygenerować prąd o mocy 1-6,97 W. W celu maksymalizacji uzyskiwanych efektów, ogniwa łączone są w moduły fotowoltaiczne (grupy ogniw w urządzeniu). Ogniwa są najczęściej produkowane w panelach o powierzchni 0,2 – 1,0 m². Ogniwa te przede wszystkim są stosowane w technice kosmicznej. Ich zaletami są bezobsługowość oraz duża żywotność, gwarantowana na 25 lat. W Niemczech znajdziemy instalacje fotowoltaiczne pracujące od 35 lat. Oprócz tego są stosowane jako źródło zasilania samodzielnych urządzeń, np. boi sygnalizacyjnych, świateł drogowych itp. Zaczynają również docierać do budowli i budynków, zwłaszcza tych oddalonych od sieci energetycznych.
Ogniwa fotowoltaiczne wykorzystywane są również w elektronice użytkowej (kalkulatory, lampy ogrodowe, oświetlanie znaków drogowych), zasilaniu układów telemetrycznych w stacjach pomiarowo–rozliczeniowych gazu ziemnego, ropy naftowej oraz energii elektrycznej, zasilanie automatyki przemysłowej i pomiarowej, a także produkcji energii w pierwszych elektrowniach słonecznych. Ogniwa tego typu wykorzystywane są również w użytku domowym. Mylone są one często z kolektorami słonecznymi, które odróżniają się tym, że przekształcają energię promieniowania słonecznego w ciepło.
Fotowoltaika, jako dziedzina zajmująca się wytwarzaniem energii elektrycznej ze źródła odnawialnego, za jakie w czasowej mikroskali zwykliśmy uważać Słońce, obecnie bardzo dynamicznie się rozwija i należy przypuszczać, że w niedalekiej przyszłości będzie coraz powszechniej stosowana.

## Etymologia
Polski termin jest zapożyczeniem z angielszczyzny. Angielska forma photovoltaics składa się z członu photo- (z gr. ϕῶς ‘światło’), członu volta (od nazwiska Alessandra Volty lub od woltów, jednostki napięcia elektrycznego nazwanej od jego nazwiska) i przyrostka -ics. 

## Historia
W 1839 r. francuski fizyk Edmond Becquerel odkrył zjawisko fotowoltaiczne, podstawę działania ogniw fotowoltaicznych. Wedle niektórych przekazów pierwszy "słoneczny generator elektryki" zaprezentował George Cove w 1905 r. w kanadyjskim Halifax. Wynalazek nie doczekał się jednak rozwinięcia i wprowadzenia na rynek. Prawdziwym korzeniem współczesnych paneli fotowoltaicznych jest urządzenie wytworzone w latach 50. XX wieku przez Bell Labs. W 1954 r. wystrzelony został w kosmos satelita Vanguard I, którego jeden z nadajników radiowych był zasilany z ogniw fotowoltaicznych. 

### Europa i Polska
W 1982 roku powstała pierwsza gruntowa instalacja fotowoltaiczna w Europie, która działa już przeszło 35 lat bez wymiany żadnego modułu. W 1989 r. Niemcy jako pierwsi w historii zainicjowali program dofinansowania prosumenckich instalacji fotowoltaicznych, który objął 2200 dachów. W 2015 roku zaczęto w Polsce wprowadzać rozwiązania prawne dla prosumentów energii odnawialnej, to jest właścicieli mikroinstalacji fotowoltaicznych, produkujących energię na własne potrzeby.

## Rozwój
Fotowoltaika przeżywa intensywny rozwój: Na koniec 2006 roku na całym świecie zainstalowano 1581 MW paneli fotowoltaicznych, a skumulowana moc wynosiła 6890 MW. Pięć lat później w roku 2011 zainstalowane zostało aż 27 650 MW baterii słonecznych, a moc skumulowana urosła do 67 350 MW. Liderem pod względem ilości zamontowanych paneli fotowoltaicznych są Chiny. Pod koniec 2020 roku w Chinach moc przyłączonych instalcji przekroczyła 253 GW, a w całej Unii Europejskiej, dla porównania - 151 GW. 
Kluczowym ograniczeniem dla rozwoju fotowoltaiki jest ograniczona przepustowość sieci energetycznej. Zbyt duży przyrost mocy może prowadzić do lokalnego podbicia napięcia sieciowego, co skraca żywotność urządzeń elektrycznych, a w skali krajowej do wystąpienia ujemnych cen sprzedaży na giełdzie energii, co często ma miejsce chociażby w Australii.
|   | Państwo | Moc całkowita (MW) | Moc zainstalowana (MW) |
| - | ------- | ------------------ | ---------------------- |
| 1 | Chiny   | 204 700            | 30 100                 |
| 2 | USA     | 75 900             | 13 300                 |
| 3 | Japonia | 63 000             | 7 000                  |
| 4 | Niemcy  | 49 200             | 3 900                  |
| 5 | Indie   | 42 800             | 9 900                  |

W Polsce pierwsza farma fotowoltaiczna o mocy 1 MW powstała w roku 2011. W latach 2015–2022 fotowoltaika w Polsce przeżyła rozkwit, a ilość przyłączonych mocy z fotowoltaiki wzrosła w naszym kraju ponad dwudziestokrotnie.

## Żywotność paneli fotowoltaicznych
Panele fotowoltaiczne mogą produkować prąd przez wiele lat. Producenci oferują 25-letnie gwarancje na panele, zapewniając, że w tym czasie sprawność paneli nie spadnie poniżej 80 % ich mocy znamionowej. Spadek mocy paneli zależy od technologii ich produkcji, w pierwszym roku waha się w granicach 1-2%, w kolejnych od 0,35-0,5%. Spadek mocy zwany degradacją panela wynika głównie ze starzenia się, która jest wywołana głównie: korozją ramek, delaminacją szkła i podłoża, utrat właściwości fotowoltaicznych ogniwa. Oprócz tego na degradację ma wpływ padające na panele światło (LID), spadek mocy wywołany upływem prądu do ramki (PID), uszkodzenie podłoża modułu w postaci pęknięć i rozwarstwień. 
Wśród paneli, które uległy przyspieszonej degradacji większość miała wady materiałowe. Panele mogą ulegać szybszej degradacji w wyniku uszkodzeń powstałych podczas ich transportu, przenoszenia na miejsce montażu, oraz naprężeń działających na nie podczas eksploatacji.
Sprzedawane w Polsce panele spełniają certyfikat IEC 61215, który w wersji z 2021 r. określa: sposób pomiaru wskaźników wydajności i innych ważnych parametrów panelu, charakterystykę elektryczną (prąd upływu na mokro, rezystancja izolacji), wytrzymałość na obciążenia mechaniczne (wiatr i śnieg), testy klimatyczne (gorące punkty, ekspozycja na promieniowanie UV, wilgoć-zamarzanie, wilgotne ciepło, uderzenie gradu, ekspozycja na zewnątrz).

### Odporność paneli na grad
Międzynarodowy certyfikat IEC 61215 określa odporność modułów PV na grad. Panele posiadające IEC 61215 wytrzymują 25–milimetrowe kule gradowe, spadające z prędkością 23 m/s, co odpowiada klasie 2 odporności na grad (5-stopniowa skala używana głównie w krajach zachodnich). Wszystkie panele słoneczne sprzedawane w Polsce i Unii Europejskiej posiadają ten certyfikat, co oznacza, że spełniają ww. normy odporności na gradobicia.
Zgodnie z raportem przygotowanym przez TÜV Rheinland, opracowanym na podstawie danych zebranych z działających farm fotowoltaicznych, ocenia się, że statystycznie pioruny, burze i gradobicia powodują spadek mocy zaledwie w przypadku 10% modułów elektrowni i mogą obniżać całkowitą moc systemu o mniej niż 1%.